# Trail to the West
Trail to the West è un cortometraggio muto del 1910 scritto, prodotto, interpretato e diretto da Gilbert M. 'Broncho Billy' Anderson.

## Produzione
Il film fu prodotto da Gilbert M. 'Broncho Billy' Anderson.

## Distribuzione
Il film uscì nelle sale cinematografiche USA nel 1910.